# Strepsinoma foveata
Strepsinoma foveata là một loài bướm đêm trong họ Crambidae.